# 紅の錬金術師と白の守護者 〜レスレリアーナのアトリエ〜
『紅の錬金術師と白の守護者 〜レスレリアーナのアトリエ〜』（くれないのれんきんじゅつしとしろのしゅごしゃ レスレリアーナのアトリエ）は、コーエーテクモゲームスより2025年9月26日に発売予定のゲームソフト。「アトリエシリーズ」の一作。公式略称は『紅白レスレリ』。
Nintendo Switch・PlayStation 5・PlayStation 4・PC（Steam）のマルチプラットフォーム。

## 概要
錬金術によるアイテム作成を主題とした「アトリエシリーズ」の外伝タイトルで、2023年にリリースされたスマートフォン向けゲーム『レスレリアーナのアトリエ 〜忘れられた錬金術と極夜の解放者〜』（以下「アプリ版」）と世界観を共有するコンシューマ向けスピンオフ作品。2024年9月開催の「東京ゲームショウ2024」にて正式発表された。
アプリ版同様に一部歴代キャラクターがプレイアブルで登場するほか、アプリ版の主人公であるレスナとヴァレリアもストーリー上のキーキャラクターとして登場する。
ゲームシステムはアプリ版をベースとしながら、コンシューマ向けのブラッシュアップや新要素の追加が施されている。

## ゲームシステム
フィールドや自動生成ダンジョン「亜空の道」での探索や戦闘で得た素材を用いて調合でアイテムを作成、作成したアイテムをショップで販売するのがゲームの基本サイクルとなる。アイテム販売で得た資金を出資することで拠点となる町が発展し、街の発展によって新たな調合レシピを入手やメインストーリーの進行が発生する。
戦闘システムはアプリ版と同じタイムラインコマンドバトルを採用、「マルチアクション」「アイテムミックス」「ユナイトアタック」などの新要素が追加されている。

## 登場キャラクター

### メインキャラクター
リアス・アイトライゼ
声 - 立花日菜
本作の主人公。
スレイ・クロスリッター
声 - 土岐隼一
本作のもうひとりの主人公。

### 異邦人
ロゼリュクス・マイツェン
声 - 小野大輔

トトゥーリア・ヘルモルト
声 - 名塚佳織

ウィルベル・フォル＝エルスリート
声 - 瀬戸麻沙美

ソフィー・ノイエンミュラー
声 - 相坂優歌

ヴェイン・アウレオルス
声 - 石田彰

アーシャ・アルトゥール
声 - 井上麻里奈

ロジックス・フィクサリオ
声 - 石川界人

ライザリン・シュタウト
声 - のぐちゆり

クラウディア・バレンツ
声 - 大和田仁美

### キーキャラクター
レスナ・シュテルネンリヒト
声 - 白砂沙帆
アプリ版の主人公。
ヴァレリア
声 - 沼倉愛美
アプリ版のもうひとりの主人公。